# Gerrie Fens
Gerrie Fens (ur. 25 kwietnia 1951 w Zevenbergen) – holenderski kolarz torowy i szosowy, brązowy medalista torowych mistrzostw świata.

## Kariera
Największy sukces w karierze Gerrie Fens osiągnął w 1973 roku, kiedy wspólnie z Hermanem Ponsteenem, Peterem Nieuwenhuisem i Royem Schuitenem zdobył brązowy medal w drużynowym wyścigu na dochodzenie podczas torowych mistrzostw świata w San Sebastian. Był to jedyny medal wywalczony przez Fensa na międzynarodowej imprezie tej rangi. Wielokrotnie zdobywał medale torowych mistrzostw kraju, ale nigdy nie wystąpił na igrzyskach olimpijskich. Startował także w wyścigach szosowych, jednak bez większych sukcesów.